# Страсбур (округ)
Страсбу́р (фр. Strasbourg, [stʁa.zbuʁ]) — округ на северо-востоке Франции, регион Гранд-Эст, департамент Нижний Рейн. Префектура — Страсбур.

## История
Округ Страсбур впервые создан 4 марта 1790 года в качестве административного центра департамента Нижний Рейн.
В результате административной реформы в 1919 году округ упразднён и сформировано два новых округа: Страсбур-Виль (дословно Страсбур-город) и Страсбур-Кампань (дословно Страсбур-пригород).
В результате модификации в декабре 2014 года, на основании Декрета № 2014—1722 от 29 декабря 2014 года с 1 января 2015 года округ восстановлен объединением округов Страсбур-Виль и Страсбур-Кампань в качестве административного центра для 33 коммун.

## Состав округа
С 1 января 2015 года в составе округа 11 кантонов:
- Брюмат (без трёх коммун)
- Энайм
- Илькирш-Граффенштаден
- Лингольсайм
- Шильтигайм
- Страсбур-1
- Страсбур-2
- Страсбур-3
- Страсбур-4
- Страсбур-5
- Страсбур-6